# Пашко, Грамоз
Грамоз Пашко (алб. Gramoz Pashko; 11 февраля 1955, Эрсека — 16 июля 2006, Адриатическое море) — албанский экономист и политик.
Родился в семье Иосифа Пашко — видного коммунистического политика, члена ЦК АПТ, министра НРА и бывшего прокурора. Иосиф Пашко-старший был известен как фанатичный приверженец Энвера Ходжи, активный участник политических репрессий. Дедом Грамоза Пашко был православный архиепископ Паисий.
В 1977 году Грамоз Пашко окончил факультет экономики Тиранского университета. В 1983 году он защитил докторскую диссертацию в своей альма-матер, а в 1989 году получил звание профессора экономики. В своих исследованиях он сосредоточился на проблемах стагфляции и функционирования рыночной экономики в Западной Европе.
В начале 1990-х годов он присоединился к группе «Декабрь 90» (Dhjetori 90), радикальной организации антикоммунистической молодежи. Он также был одним из основателей Демократической партии Албании. В июне 1991 года он был назначен заместителем премьер-министра и министром экономики в правительстве стабилизации, которое возглавил Юли Буфи. После получения власти ДПА в 1992 году, Пашко был ответственным за процесс трансформации экономики государства.
Его конфликт с Сали Беришей привёл к выходу Пашко с ДПА. Вместе с другими членами ДПА он основал партию Демократический альянс. Со временем, он посвятил себя научной карьере, работал ректором первого частного университета в Тиране. В 2005 году он вернулся в ряды Демократической партии, которую он основал, хотя и не занимал каких-либо высоких должностей, сосредоточившись на бизнес-консалтинге.
Пашко получил травму головы 16 июля 2006 во время дайвинга в Химаре на юге Албании. Вертолёт Bell 222, который транспортировал его в Бари (Италия) на лечение, потерпел крушение над Адриатическим морем. Шесть человек погибли в аварии: двое пилотов, инженер, врач, Пашко и его сын Рубен, который летел с ним.
Пашко был женат на Мимозе Рули, сестре политика Генца Рули.